# 피하조직

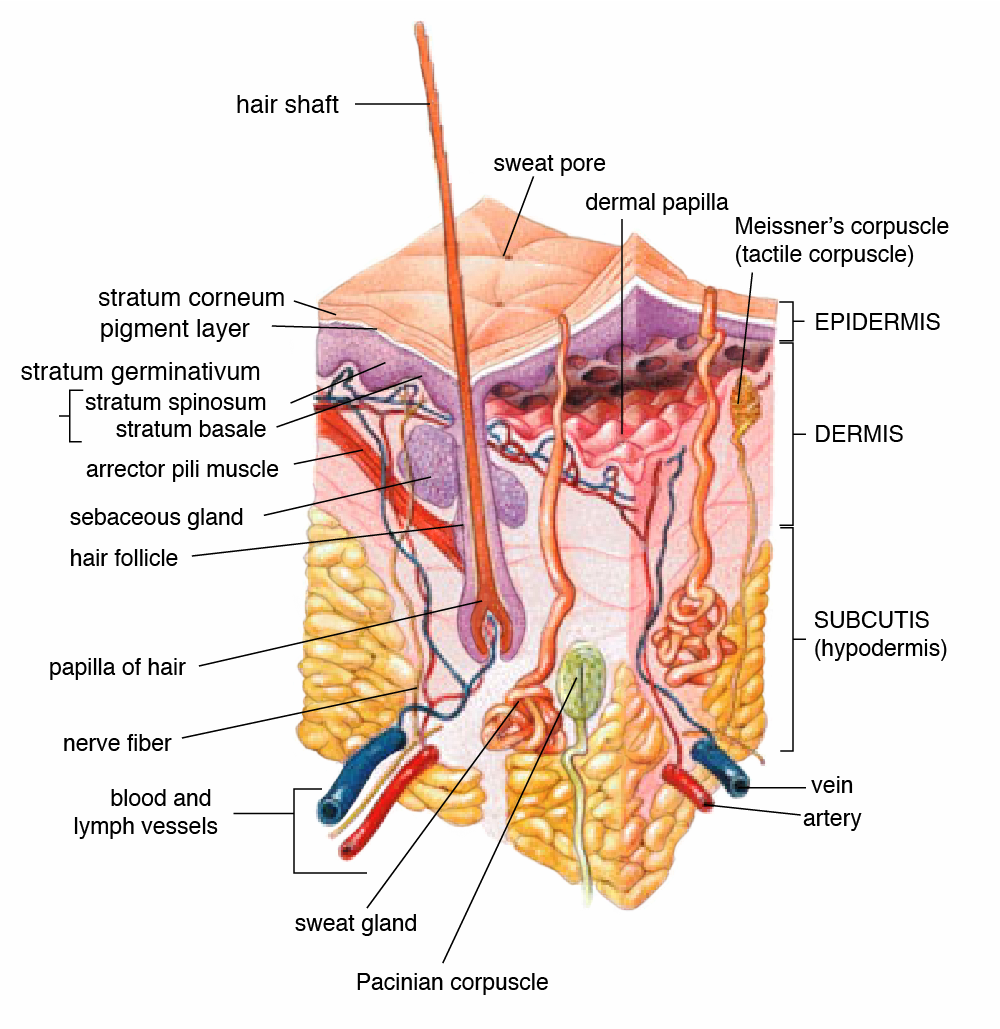

피하조직(皮下組織, subcutaneous tissue)은 척추동물의 피부계통의 가장 아래에 있는 층이다. 피하조직에서 볼 수 있는 세포로는 섬유아세포, 지방 세포, 대식세포가 있다. 진피와 동일하게 중배엽에서 비롯되었으나, 진피처럼 중배엽의 피부절에서 발생하지는 않는다.
피하조직에는 교원섬유가 느슨하게 배열된 층이 있는데, 이 섬유는 일정한 방향성을 갖고 있다. 피하조직에서 발견되는 조직액 속에는 식작용을 할 수 있는 세포도 있고, 미분화된 결합조직세포도 볼 수 있다. 그 중 일부는 세포질 내에 지방을 축적하여 지방세포가 되며, 이것이 모여서 피하지방을 형성한다.

## 의학적 중요성

### 주사
피하 조직에 주입하는 것은 인슐린 등 약물에 사용되는 주사 경로를 통해 이루어진다. 혈관이 매우 많으므로 조직은 약물을 빠르게 흡수한다.:135

### 질병
- 피하농양(Subcutaneous abscess)
- 피하종양(Subcutaneous tumor)

## 같이 보기
- 피부
- 결합조직
- 피하투여